# André Steiner (wioślarz)
André Steiner (ur. 8 lutego 1970 w Gerze) – niemiecki wioślarz, mistrz olimpijski z Atlanty 1996, dentysta.

## Życiorys
André Steiner w 1987 roku został mistrzem świata juniorów w dwójce podwójnej w Kolonii. W 1989 roku został mistrzem NRD w czwórce podwójnej. W 1991 roku Steiner jako zawodnik Potsdamer RG, zdobył wraz z Oliverem Grünerem brązowy medal mistrzostw świata 1991 w dwójce podwójnej w Wiedniu. Mimo tego nie wystąpili na igrzyskach olimpijskich 1992 w Barcelonie.
Na turnieju olimpijskim 1992 niemiecka czwórka podwójna zdobyła złoty medal w składzie: André Willms, Andreas Hajek, Stephan Volkert, Michael Steinbach, który w 1993 roku został zastąpiony przez Steinera, który był wówczas zawodnikiem Berliner RG. niemiecka czwórka podwójna ze Steinerem w składzie zdobyła z czeskich Račicach mistrzostwo świata, natomiast w 1994 roku w amerykańskim Indianapolis niemiecka czwórka podwójna w składzie: Torsten Weishaupt, Stephan Volkert, Andreas Hajek i Steiner zajęli 3. miejsce na mistrzostwach świata 1994, co zostało przyjęte z rozczarowaniem. Wyprzedziły ich osady z Włoch (Alessandro Corona, Rossano Galtarossa, Massimo Paradiso, Alessio Sartori) i Ukrainy (Ołeksandr Marczenko, Leonid Szaposznykow, Mykoła Czupryna, Ołeksandr Zaskałko). Wszystkie trzy osady uzyskały czas poniżej 5:40 minut.
W 1995 roku na mistrzostwach świata 1995 w fińskim Tampere Steiner i Stephan Volkert nie startowali w czwórce podwójnej, w której włoska osada w tym samym składzie obroniła tytuł mistrzów świata, jednak w dwójce podwójnej zdobyli wicemistrzostwo świata.
W 1996 roku podczas turnieju olimpijskiego 1996 w Atlancie niemiecka czwórka podwójna w składzie z mistrzostw świata 1993: André Willms, Stephan Volkert, Andreas Hajek i Steiner zdobyła mistrzostwo olimpijskie wyprzedzając osady ze Stanów Zjednoczonych (Tim Young, Brian Jamieson, Eric Mueller, Jason Gailes) i Australii (Janusz Hooker, Duncan Free, Ron Snook, Bo Hanson).
Po igrzyskach olimpijskich 1996 Steiner zakończył sportową karierę, by skupić się na studiach stomatologicznych. Obecnie pracuje jako dentysta w Berlinie.